# Limpador de para-brisa
O limpa-para-brisas (português europeu) ou limpador de para-brisas (português brasileiro) é um dispositivo mecânico que serve para manter a transparência do para-brisas, em caso de chuva, eliminando o excesso de água através de escovas de borracha, fixadas a suportes metálicos com movimento de vaivém. É acionado através de um motor elétrico ou pela depressão criada na admissão ao motor. Quando a chuva não for muito intensa a eficácia do limpa-para-brisas pode ser melhorada pela aplicação simultânea de jactos de água sobre o vidro a limpar. Praticamente todos os veículos a motor, incluindo trens, aeronaves e embarcações, são equipados com limpadores de para-brisas, que são geralmente obrigatórios por lei.
O equipamento foi concebido em 1903 pela norte-americana Mary Anderson. Entretanto, a inventora patenteou o produto apenas dois anos depois, em 1905. O projeto surgiu do estudo de Anderson sobre um recurso para melhorar a visibilidade durante um passeio de bonde pelas ruas de Nova York (EUA). 
Mary Anderson observou que, no decorrer do percurso, o condutor interrompeu a viagem várias vezes para remover a neve que se acumulava no para-brisa. Foi então que a norte-americana idealizou uma lâmina de borracha presa a um braço metálico, movimentado por uma haste. O recurso foi adotado por Henry Ford, então proprietário da Ford, e passou a equipar o modelo T. Oito anos mais tarde, todos os veículos dos EUA já saiam de fábrica com o limpador de para-brisa. 
Mary Anderson foi a primeira mulher a criar um dispositivo indispensável para o automóvel. Por isso, é considerada incentivadora para a participação feminina na indústria automobilística. De acordo com a publicação norte-americana Women's Bureau Bulletin, em 1923 existiam registradas 345 invenções femininas na área automotiva, entre as quais um carburador, um mecanismo de embreagem e um motor elétrico de partida. 
O temporizador do limpador de para-brisas foi criado e desenvolvido pelo inventor americano Robert Kearns em 1964, porém só foi mundialmente comercializado a partir de 1969 pelo fato do inventor ter passado por um turbulento processo contra a Ford Motor Company pela patente do produto de sua autoria, uma história sobre ética profissional retratada no filme "Jogada de Gênio".